# Công viên tưởng niệm Rose Hills
Công viên tưởng niệm Rose Hills nằm ở Whittier, California. Hiện đang được sở hữu và vận hành bởi Service Corporation International (trước đây là Loewen Group). Đây được coi là nghĩa trang lớn nhất ở Bắc Mỹ.